# جیمز کامرون (بازیکن فوتبال)
جیمز کامرون (انگلیسی: James Cameron; ۱ ژانویهٔ ۱۸۶۸ – تاریخ ورودی نامعتبر است) بازیکن فوتبال، و سرمربی (فوتبال) اهل پادشاهی متحد بریتانیای کبیر و ایرلند بود.
از باشگاه‌هایی که در آن بازی کرده‌است می‌توان به باشگاه فوتبال لیورپول اشاره کرد.